# Albert von Straßburg
Albert von Straßburg oder Albertus Argentinensis († nach 1378) war ein deutscher katholischer Geistlicher. Er ergänzte eine von Matthias von Neuenburg verfasste Chronik für die Zeit von 1350 bis zum Tode Kaiser Karls IV. 1378.